# Whitewashing
Whitewashing eller vitmålning (det första engelska för ungefär ”vittvättande”) är ett begrepp inom film och dito media med mera där vita skådespelare gestaltar rollfigurer som egentligen inte är vita. Uttrycket används i bemärkelsen när detta görs för att filmen bättre ska tilltala publiken, kanske särskilt inom amerikansk film. Enligt Merriam-Webster är whitewashing "att förändra ... på ett sätt som gynnar, presenterar eller tillgodoser vita människor: som ... att rollbesätta en vit skådespelare i en roll baserad på en icke-vit person eller fiktiv karaktär".
En antonym är blackwashing (”svarttvättning”) och avser det motsatta, att vita ersätts med svarta som en form av kontrakultur eller afrocentriskt angrepp. Ett närliggande begrepp är ”colorblind casting” (”färgblind rollsättning”), alltså att rollsättning inte anpassas efter ras.